# Giacomo Alberione
Giacomo Alberione (Fossano, 4 aprile 1884 – Roma, 26 novembre 1971) è stato un presbitero e editore italiano.
È stato fondatore delle numerose congregazioni religiose della Famiglia Paolina. Il suo nome resta legato, tra le tante cose, alla fondazione delle Edizioni Paoline. È stato beatificato da papa Giovanni Paolo II il 27 aprile 2003.

## Biografia
Era figlio di due umili contadini, Michele Alberione e Teresa Allocco.
Fu battezzato il giorno successivo alla nascita. La sua famiglia era contadina e profondamente cristiana. Giacomo avverte sin da piccolo la "chiamata" di Dio: in prima elementare, alla maestra che gli chiede cosa farà da grande, il piccolo risponde: "Mi farò prete"!
In seguito si trasferisce a Cherasco. Entra nel seminario diocesano di Bra, finendo gli studi ecclesiastici in quello di Alba, e subito si incontra con il canonico Francesco Chiesa, che sarà suo amico e consigliere per 46 anni.
Il 29 giugno 1907 viene ordinato sacerdote. Poi diventa vice parroco di Narzole (Cuneo). Nel Seminario di Alba diventa padre spirituale dei seminaristi e insegnante in varie materie. Si dedica molto alla catechesi nelle parrocchie della sua diocesi e studia le nuove necessità della società civile del nuovo secolo. Negli anni del seminario il Vescovo prescelse il giovane Alberione come cerimoniere nelle celebrazioni pontificali. Divenuto Terziario domenicano si occupò dell'animazione spirituale dei confratelli della Fraternità Laica di San Domenico di Alba.
In questi anni matura la decisione di fondare una congregazione che diffonda la Parola di Dio utilizzando le nuovissime frontiere dei mezzi di comunicazione, e il 20 agosto 1914 fonda ad Alba la Società San Paolo, embrione della "Famiglia Paolina".
Nel 1915 viene fondata la Congregazione delle Figlie di San Paolo, ramo femminile del suo Ordine. Nel 1923, lo sviluppo della "Famiglia Paolina" sembra interrompersi a causa di una grave malattia che colpisce don Alberione. Ma egli guarisce, e in futuro ne attribuirà il merito a san Paolo.
Nascono anche le Pie discepole del Divin Maestro, le Pastorelle, le Apostoline e altre congregazioni di tipo laicale.
Don Alberione promuove la stampa di libri sacri per il popolo e inizia ad utilizzare lo strumento dei periodici. Nel 1912 nasce la rivista Vita Pastorale, per i parroci, nel 1912 il foglio La Domenica sulle letture domenicali, nel 1931 Famiglia Cristiana, fiore all'occhiello dell'intera produzione paolina; per i ragazzi, don Alberione fonda Il Giornalino.
Dopo una sosta forzata a causa della Seconda guerra mondiale, don Alberione partecipa al Concilio Vaticano II. Si aggravano le sue condizioni di salute: una dolorosa scoliosi non gli dà pace giorno e notte.
Il 28 giugno 1969, don Alberione è ricevuto in Vaticano da papa Paolo VI, che mai gli nascose la propria grande ammirazione (per lui usò la definizione: “meraviglia della nostra epoca”). Tale stima spinse il pontefice a rendere visita al capezzale di don Alberione, ormai agonizzante: una visita non prevista, pochi giorni prima del trapasso, avvenuto, nella casa generalizia dell'Ordine paolino da lui fondato in Via Alessandro Severo a Roma, il 26 novembre 1971.
Papa Giovanni Paolo II lo ha beatificato nel 2003 e recentemente la sua figura è stata proposta come "patrono della Rete".

## Pensiero e missione
Alberione si ispirava alla figura di san Paolo che, secondo lui, fu il primo comunicatore sociale ad usare lo strumento mediatico del tempo: le lettere. L'intera predicazione di san Paolo è raccolta in epistole e, prendendole ad esempio, Alberione formula il suo motto: “portare Cristo oggi con i mezzi di oggi”, ovvero diffondere la parola di Dio tramite ogni mezzo che la tecnologia mette a disposizione.

## Opere
Alberione realizza molte opere di varia natura; fonda Famiglia Cristiana, Il Giornalino, Jesus, la casa editrice Edizioni San Paolo, le Edizioni Musicali Paoline e la San Paolo Film.
È anche l'ideatore della Publiepi con a capo Emilio Mammana.
Tra i film più famosi della San Paolo Film, oltre a quelli biblici, ricordiamo Le avventure di Pinocchio di Luigi Comencini con Nino Manfredi.
I progetti di Alberione prevedevano anche la fondazione dell'ateneo Paolino, un'università di Teologia paolina che avrebbe incluso anche corsi e facoltà concernenti i mass media. Riuscì a fondare solo lo SPICS (Studio Paolino Internazionale per la Comunicazione Sociale).

## Spiritualità
Ispirato da San Giovanni Bosco (1815-1888), Alberione fu il primo ecclesiastico contemporaneo ad occuparsi esclusivamente di mass media. Solo dopo la sua morte, la chiesa e altri ordini religiosi hanno seguito, con non poche resistenze, questa stessa via.
Predicava la centralità della figura di Gesù Divino Maestro utilizzando le parole del vangelo "Io sono la Via, la Verità e la Vita" (Giovanni 14,6); fece scrivere su tutte le chiese paoline vicino al tabernacolo la frase “Non temete io sono con voi, di qui voglio illuminare, vivete in continua conversione”.

## Organizzazione
L'organizzazione delle sue attività editoriali, particolarmente autarchiche ed autosufficienti, era divisa in tre strutture principali (la redazione, la realizzazione, e la diffusione), precorrendo i tempi dell'"industrial management".
Affermava che le due parti fondamentali sono la redazione (creare un buon contenuto) e la distribuzione (il contatto con le persone a scopo di evangelizzazione) e sosteneva che il pulpito, per i paolini, erano i microfoni delle radio, le telecamere delle TV, gli scaffali delle librerie.
Per sua volontà venne costruita la Basilica di Santa Maria Regina degli Apostoli alla Montagnola a Roma.

## Scritti
- Appunti di teologia pastorale, (pratica del ministero sacerdotale per il giovane clero), II edizione ampliata, Torino, P. Marietti, 1915;
- La donna associata allo zelo sacerdotale, per il clero e per la donna, Alba, Scuola tipografica Piccolo operaio, 1925;
- Maggiorino Vigolungo, aspirante all'apostolato buona stampa, Alba, Pia Societa San Paolo, 1930;
- Leggete le SS. Scritture: esse vi parlano di Gesù Cristo, (dal Vangelo di S. Giov. 5., 39), (dieci ore di adorazione sulla S. Bibbia tenute dal M. G. Alberione, S. S. P.), Alba-Roma, Pia societa Figlie di San Paolo, 1933;
- Maria nostra speranza, mese di maggio, Roma, pia Soc. San Paolo, 1938;
- I novissimi, considerati davanti al ss. Sacramento, Alba, Pia Societa San Paolo, 1938;
- Elementi di sociologia cristiana, Roma, Ed. Paoline, 1949;